# Königsheide (Marienheide)

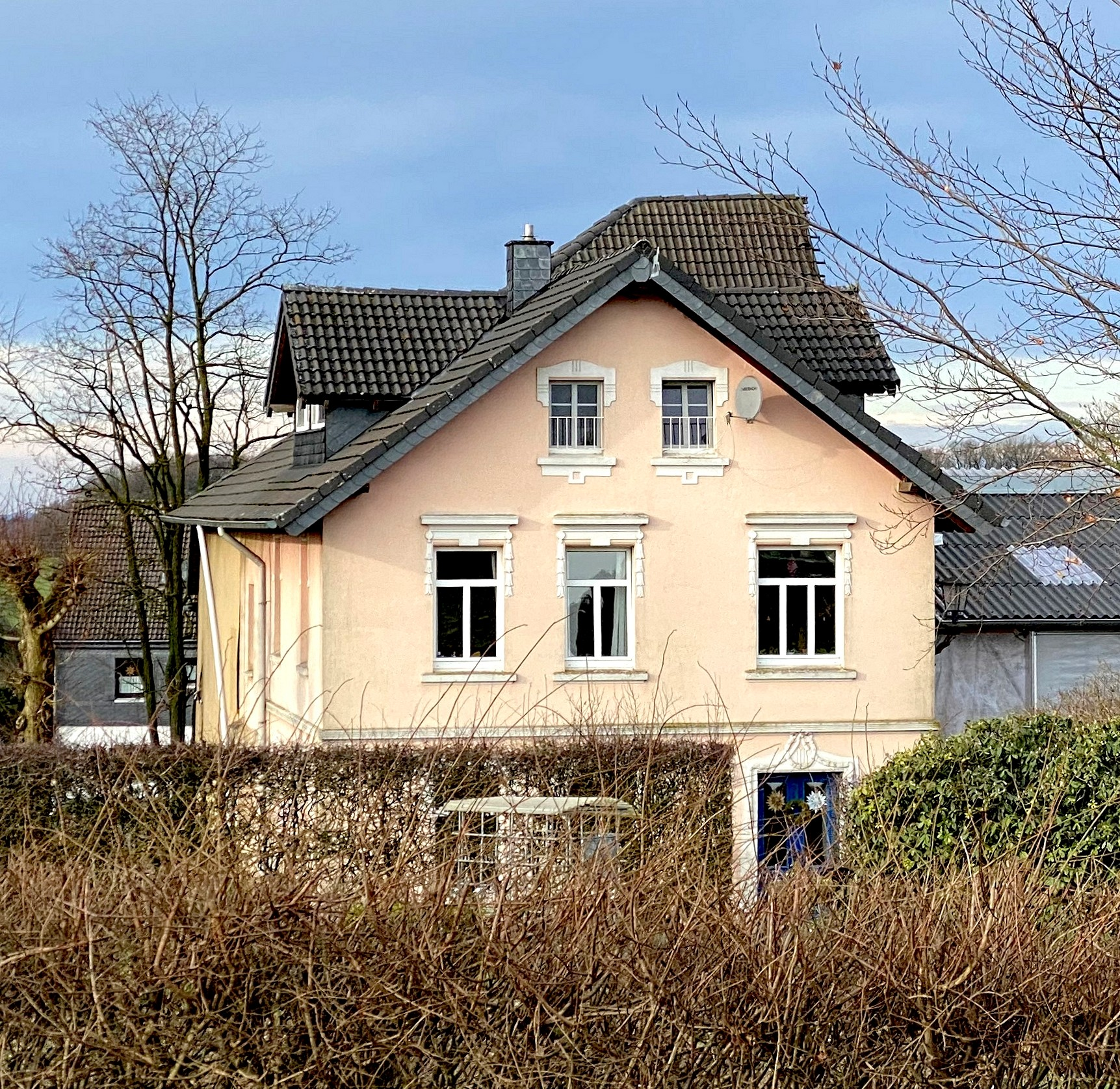
Hof in Königsheide

Königsheide ist ein Ortsteil der Gemeinde Marienheide im Oberbergischen Kreis in Nordrhein-Westfalen.

## Lage und Beschreibung
Der zur Gemeinde Marienheide gehörende sehr kleine Ort liegt etwa 3,5 km vom Gemeindezentrum entfernt, und unmittelbar an der Grenze zum Gebiet der Hansestadt Wipperfürth. Verkehrsmäßig angebunden ist der Ort über die Marienheider Straße.
Wenige hundert Meter nördlich der Ortschaft befindet sich der Wahlberg, mit einer Gipfelhöhe von 406 Metern die höchste Erhebung Wipperfürths, an dessen östlicher Flanke das 13 ha große Naturschutzgebiet Steinbruch am Wahlberg ausgewiesen ist.
In unmittelbarer Nachbarschaft, auf dem Gebiet des Ortes Gogarten, befand sich bis in die 1980er Jahre der Märchenwald Gogarten (benannt nach der gleichnamigen Ortschaft), eine Attraktion für Familien mit Kindern.
In Königsheide entspringt der Gaulbach, der in Wipperfürth in die Wupper mündet.

## Wirtschaft
Königsheide war ab dem 1. September 1999 Sitz eines Transportunternehmens. Seit 2009 ist das Transportunternehmen nicht mehr ortsansässig.

## Freizeit

### Wander- und Radwege
- Der Historische-Wanderweg X 16, Eitorf – Wipperfürth führt durch Königsheide.
- Ebenso führt der Rundwanderweg A2 von Ohl den Wahlberg hoch nach Königsheide und über Obergaul, Nagelsgaul, durch das Waldgebiet Klüppelberg und Niederklüppelberg zurück.
- Der regionale Wanderweg Bergischer Panoramasteig führt nördlich von Königsheide durch das Waldgebiet Klüppelberg.

### Sport
Der Verein TUS Kempershöhe Marienheide e. V. 1964 hat seinen Vereinssitz in Königsheide.